# Gare d'Ōtorii
La gare d'Ōtorii (大鳥居駅, Ōtorii-eki) est une gare ferroviaire de l'arrondissement d'Ōta, à Tokyo au Japon. La gare est exploitée par la compagnie Keikyū.

## Situation ferroviaire
La gare d'Ōtorii est située au point kilométrique (PK) 1,9 de la ligne Keikyū Aéroport.

## Histoire
La gare d'Ōtorii a été inaugurée le 28 juin 1902.

## Service des voyageurs

### Accueil
La gare située en souterrain dispose de guichets et des automates pour l'achat de titres de transport. Elle est ouverte tous les jours.

### Desserte
- Ligne Keikyū Aéroport :
  - voie 1 : direction Aéroport de Haneda
  - voie 2 : direction  Keikyū Kamata (interconnexion avec la ligne principale Keikyū pour Yokohama ou Shinagawa)